# نوک‌آباد (دشتیاری، دو)
نوک‌آباد یا مندوک بازار، روستایی در دهستان باهوکلات بخش باهوکلات شهرستان دشتیاری در استان سیستان و بلوچستان ایران است.

## جمعیت
بر پایه سرشماری عمومی نفوس و مسکن در سال ۱۳۹۵، جمعیت این روستا برابر با ۳۳۵ نفر (۸۱ خانوار) بوده‌است.